# Clube de Futebol Os Belenenses
Clube de Futebol Os Belenenses portugalski je nogometni klub iz lisabonske četvrti Sante Maria de Belém. Trenutačno se natječe u Ligi 3.
Utemeljen je 1919. godine.

## Klupski uspjesi
- prvaci (prije formiranja suvremene lige): 1926/27., 1928/29., 1932/33.

- prvaci - 1 put: 1945/46.
- doprvaci - 3 puta: 1936/37., 1954/55., 1972/73.
- trećeplasirani - 14 puta: 1939/40., 1940/41., 1941/42., 1942/43., 1944/45., 1947/48., 1948/49., 1952/53., 1955/56., 1956/57., 1958/59., 1959/60., 1975/76., 1987/88
- četvrtoplasirani - 9 puta: 1934/35., 1935/36., 1938/39., 1946/47., 1949/50., 1951/52., 1953/54., 1957/58., 1962/63.

- osvajači portugalskog kupa: 1941/42., 1959/60., 1988/89.

- pobjednici druge lige: 1983/84.

- pobjednici lisabonskog prvenstva: 1925/26., 1928/29., 1929/30., 1930/31., 1943/44., 1945/46.
- pobjednici lisabonskog Kupa časti - 9 puta

- pobjednici skupine UEFA-ina Intertoto kupa - 1974/75.

3 puta je najbolji strijelac bio iz redova ovog kluba (prémio de Melhor Marcador do Campeonato Nacional da 1ª Divisão, "Bola de Prata"): 
- 1952/53.: Matateu, 29 pogodaka
- 1954/55.: Matateu, 32 pogotka
- 2005/06.: Meyong, 23 pogotka

## Poznati igrači i treneri
- Félix Mourinho (otac poznatog trenera Joséa)
- Matateu
- Tomislav Ivković
- Emerson Moisés Costa
- Fernando Chalana
- José Manuel Soares "Pepe"
- Meyong
- Ricardo Sá Pinto

## Vanjske poveznice
- Službene stranice